# アプレレフカ

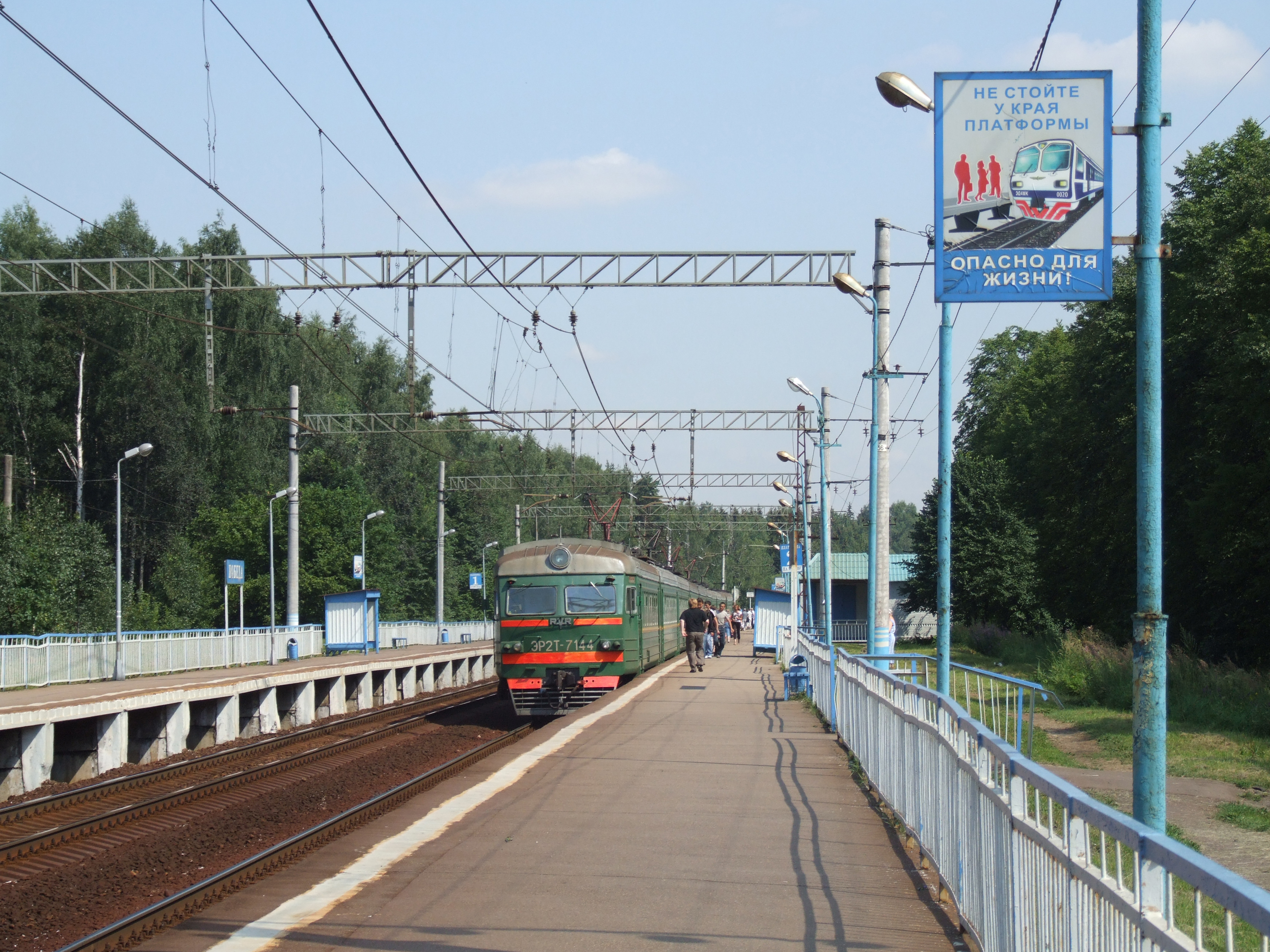

アプレレフカ（Aprelevka）は、ロシアのモスクワ州にある町。人口は1万8647人（2023年推計値） 。モスクワから南西へ42km。モスクワ・カルーガ鉄道沿いに位置する。
アプレレフカは1899年に建設され、1935年には都市的集落となり、1961年には町に昇格した。街の名は、近くを流れるアプレレフカ川から取られた。街の名はロシア語のапрель(四月)という単語に似ているが、語源的なつながりはない。むしろ、ロシア語のпрель（湿地、沼地）という言葉が語源となっている。
アプレレフカ最大の産業はビニール工場であり、ソ連時代には最大のビニール工場であった。この工場は1910年にゴットリーブ・モル（Gottlieb Moll）、その息子のヨハン、August Kybarthの3人のドイツ人実業家によって建設された。

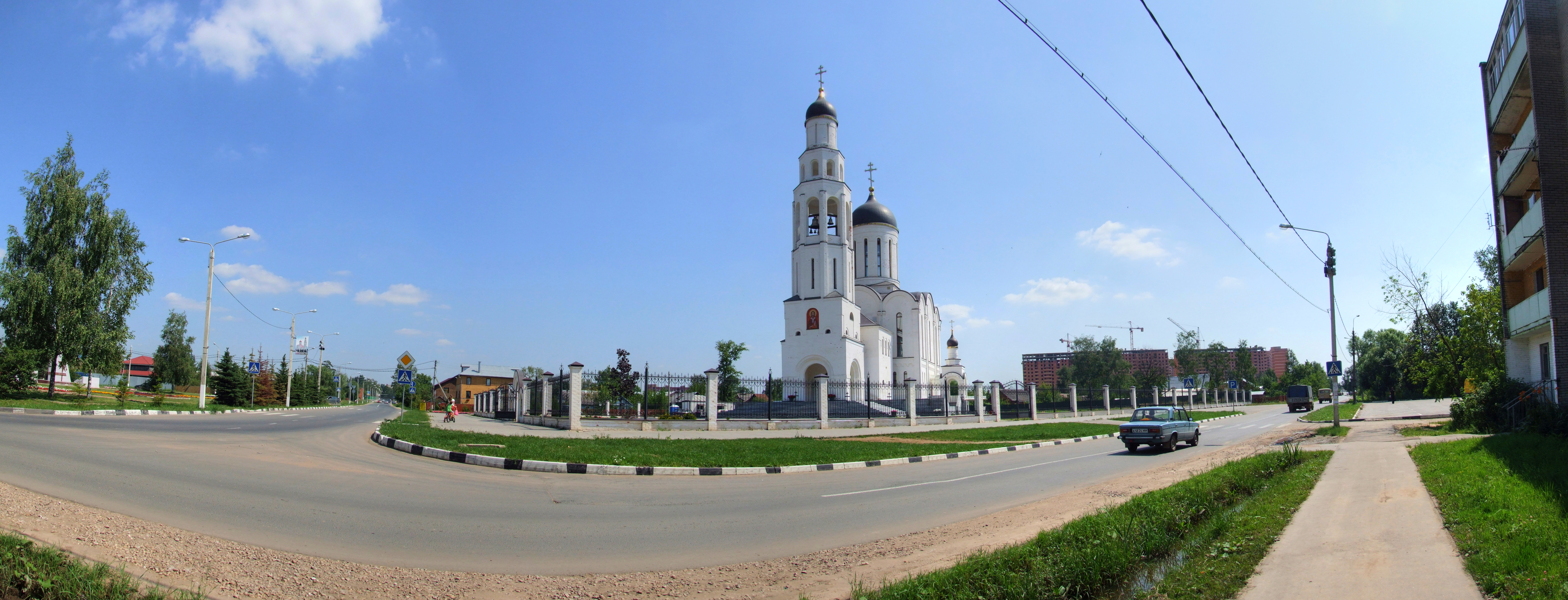
アプレレフカのパノラマ